# Dianthus gyspergerae
Espèce
Classification phylogénétique
Dianthus gyspergerae est une plante endémique de la Corse.

## Description

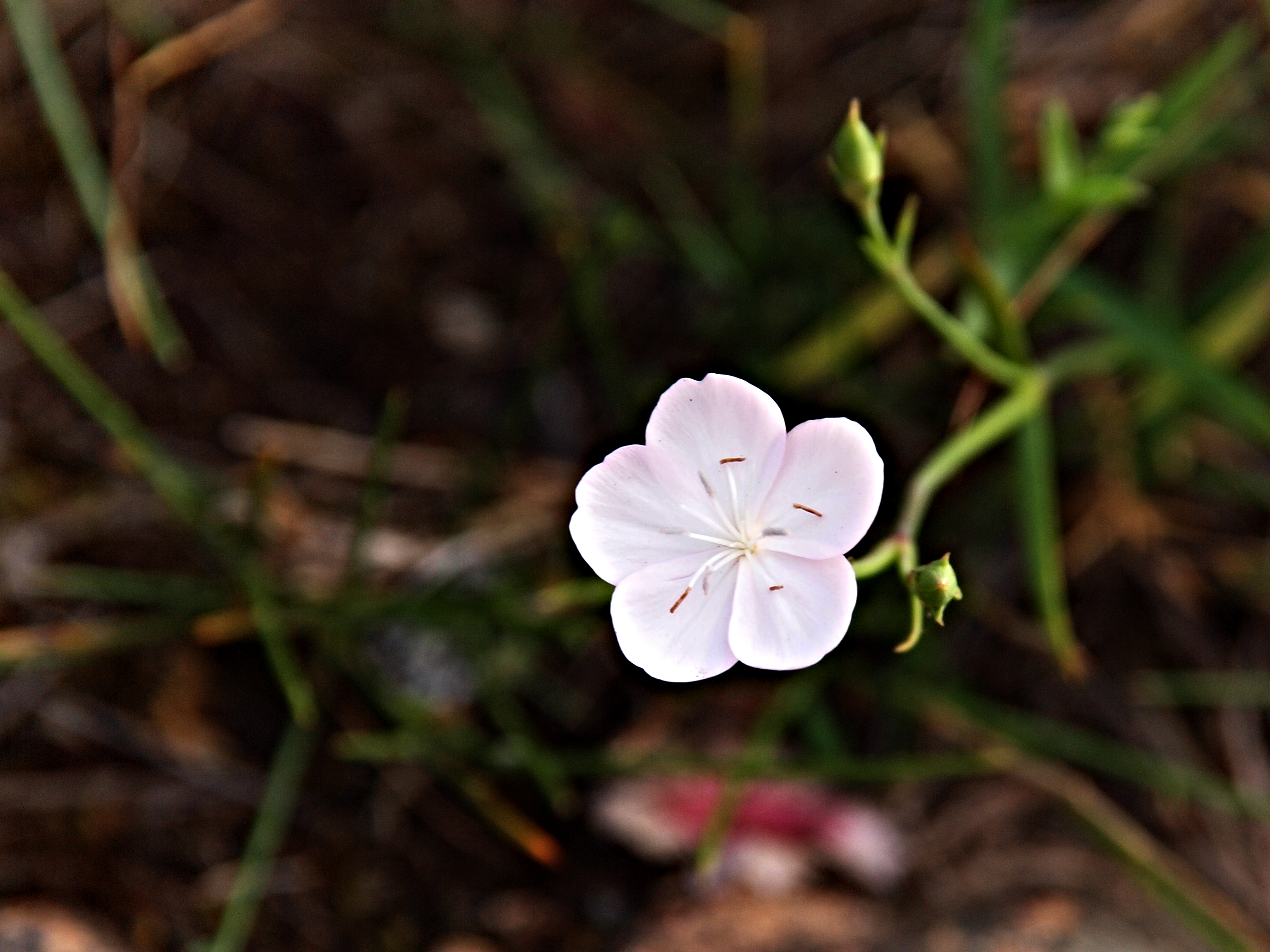
Fleur de l'œillet de Madame Gysperger

L'œillet fourchu de Gysperger ou œillet de Madame Gysperger, ses noms en français, est une plante vivace, érigée de 20 à 25 cm de haut, nue, simple ou peu ramifiée. Ses feuilles linéaires sont opposées. Ses fleurs à 5 pétales, blancs à roses, à bord rond légèrement fendu au sommet, sont étalées en roue au-dessus du calice.

## Habitat
L'œillet de Madame Gysperger pousse dans les fissures des rochers granitiques des Calanches principalement.
On le découvre au printemps dans les anfractuosités des parois rocheuses, le long de la route D81 lors de la traversée des calanques de Piana.

## Protection
Dianthus gyspergerae Rouy, 1903, est une espèce végétale protégée. Elle figure au « Livre rouge de la flore menacée en France » - Tome I : espèces prioritaires (1995) ; R (listé Dianthus furcatus Balbis subsp. Gyspergerae Rouy) Burnat ex. Briq.

## Synonymie
- Dianthus furcatus subsp. gyspergerae (Rouy) Burnat ex Briq., 1910 (CD_NOM=133842)
- Dianthus furcatus var. gyspergerae (Rouy) P.Fourn., 1936 (CD_NOM=146136)